# 哈維爾·卡里奎歐
哈維爾·卡里奎歐（1979年5月29日—）是一名阿根廷田徑運動員，曾代表國家參加2012年倫敦奧運的田徑男子5000公尺比賽，並未獲得獎牌。他也參加了2003年泛美運動會、2007年泛美運動會和2011年泛美運動會。